# Нисихара (село)
Нисихара (яп. 西原村 Нисихара-мура) — село в Японии, находящееся в уезде Асо префектуры Кумамото. Площадь села составляет 77,23 км², население — 6920 человек (1 августа 2014), плотность населения — 89,60 чел./км².

## Географическое положение
Село расположено на острове Кюсю в префектуре Кумамото региона Кюсю. С ним граничат посёлки Одзу, Кикуё, Масики, Мифуне, Ямато и село Минамиасо.

## Население
Население села составляет 6920 человек (1 августа 2014), а плотность — 89,60 чел./км². Изменение численности населения с 1980 по 2005 годы:
| 1980 | 4824 чел. |  |
| 1985 | 4921 чел. |  |
| 1990 | 5024 чел. |  |
| 1995 | 5144 чел. |  |
| 2000 | 5728 чел. |  |
| 2005 | 6352 чел. |  |

## Символика
Деревом села считается дуб, цветком — хризантема, птицей — Phasianus versicolor.